# So-Boum
So-Boum (Soboum) est un quartier du 3ème arrondissement de la capitale économique camerounaise (Douala), département du Wouri dans la région du Littoral. Il dispose d’un centre d’état civil, un hôpital (CMA Soboum) et d’une mosquée.

## Geographie
Le quartier Soboum abrite une rue appelée Combi réputée par son rond-point nommé rond-point Combi.

## Cultes
- Paroisse Catholique Toussaint de Soboum[3].
- Église adventiste du septième jour de Soboum
- EEC Soboum
- Mosquée de Soboum[4].

## Santé
Soboum dispose d'un Centre Médical d’arrondissement (CMA).
Inauguré le 28 septembre 1992 comme CSI par Pr. Joseph Mbede, c’est quelques années après qu’il prend le nom de CMA.